# Винфилд (Алабама)
Винфилд (енгл. Winfield) град је у америчкој савезној држави Алабама. По попису становништва из 2010. у њему је живело 4.717 становника.

## Демографија
Према попису становништва из 2010. у граду је живело 4.717 становника, што је 177 (3,9%) становника више него 2000. године.
| Група             | 2000.         | 2010.         |
| Белци             | 4.253 (93,7%) | 4.339 (92,0%) |
| Афроамериканци    | 191 (4,2%)    | 214 (4,5%)    |
| Азијати           | 10 (0,2%)     | 12 (0,3%)     |
| Хиспаноамериканци | 54 (1,2%)     | 93 (2,0%)     |
| Укупно            | 4.540         | 4.717         |